# Балыклейская волость (Царицынский уезд)
Балыклейская во́лость — административно-территориальная единица в составе Царицынского уезда Саратовской губернии, с 1919 года — Царицынской губернии. 
Волость образована в 1887 году, выделена из Липовской волости. На момент образования состояла из двух сельских обществ — села Балыклей и села Пролейка. Волостное правление — в селе Балыклей
Волость располагалась в северной части Царицынского уезда по правой стороне Волги. По состоянию на 1894 год в состав волости помимо сёл Балыклей и Пролейка входили хутора Шишков, Цыпанов, Медков, Королёв, Вавилин (на землях Балыклейского сельского общества) и хутора Глинищ, Куликов и Числов (на землях Пролейского сельского общества)
Из Схематической карты Царицынского уезда 1910 года издания следует, что к этому времени из состава волости была выделена самостоятельная Пролейская волость.
В 1919 году в составе Царицынского уезда включена в состав Царицынской губернии. Волость упразднена в 1928 году. Территория разделена между Дубовским районом Сталинградского округа и Ольховским районом Камышинского округа Нижне-Волжского края

## Население
Динамика численности населения по годам
| 1891 | 1894 | 1895 |
| ---- | ---- | ---- |
| 5482 | 6816 | 6945 |